# Oberhessenschau
Die Oberhessenschau (OHS) ist eine Verbrauchermesse, die zweijährlich in der Universitätsstadt Marburg im hessischen Landkreis Marburg-Biedenkopf stattfindet.
Messeort ist der Messeplatz Afföller in Marburg, Veranstalter  die Messe Marburg Veranstaltungs GmbH in Stadtallendorf.